# 10 jaar (The Cats)
10 jaar is een dubbel-elpee van The Cats uit 1974. Het is een verzamelalbum dat het repertoire van de band weergeeft dat het in de jaren ervoor bij het label Imperial (EMI) voort heeft gebracht. De nummers van de drie eerste singles bij Durlaphone staan er niet op. Die zes verschenen overigens in 1972 samen op het speciale album Collectors classics.
De dubbelelpee stond 17 weken in de Albumlijst en behaalde plaats 2 als hoogste notering. In de Album Top 100 stond het twaalf weken, waarvan drie weken op plaats 2. De dubbelelpee behaalde de goudstatus.

## Nummers
De duur van de afzonderlijke nummers is overgenomen van eerdere elpees kan dan bij sommige nummers verschillen met deze elpees.
| Nummer | Naam                                     | Geschreven door                           | Duur | Opmerkingen |
| ------ | ---------------------------------------- | ----------------------------------------- | ---- | ----------- |
| A1     | Sure he's a cat                          | Roger Greenaway en Roger Cook             | 2:24 |             |
| A2     | Without your love                        | Cees Veerman en Mel Andy                  | 2:45 |             |
| A3     | Love of the common people                | John Hurley en Ronnie Wilkins             | 3:04 |             |
| A4     | Lies                                     | Lewis & Clarke                            | 2:54 |             |
| A5     | Turn around and start again              | Roger Greenaway en Roger Cook             | 3:00 |             |
| A6     | In my room                               | John Farnham                              | 2:43 |             |
| A7     | Times were when                          | Neil Grimshaw                             | 3:12 |             |
| B1     | Why                                      | Arnold Mühren                             | 4:04 |             |
| B2     | Today                                    | Theo Klouwer en John Möring               | 2:57 |             |
| B3     | Marian                                   | Arnold Mühren                             | 4:00 |             |
| B4     | Shaving cream                            | Benny Bell                                | 2:30 |             |
| B5     | Why baby why                             | Barry Mason en Les Reed                   | 2:49 |             |
| B6     | Country woman                            | Piet Veerman                              | 3:06 |             |
| B7     | Vaya con Dios                            | Larry Russell, Inez James en Buddy Pepper | 3:28 |             |
| C1     | Where have I been wrong                  | Piet Veerman                              | 5:19 |             |
| C2     | Irish                                    | Theo Klouwer                              | 2:13 |             |
| C3     | There has been a time                    | Arnold Mühren                             | 3:47 |             |
| C4     | Take me with you                         | Arnold Mühren                             | 3:02 |             |
| C5     | A letter                                 | Piet Veerman en John Möring               | 3:30 |             |
| C6     | Mandy my dear                            | Jaap Schilder                             | 3:23 |             |
| C7     | Dance dance                              | Neil Young                                | 2:38 |             |
| D1     | Magical mystery morning                  | Arnold Mühren                             | 2:40 |             |
| D2     | Mississippi                              | Arnold Mühren en Piet Veerman             | 2:40 |             |
| D3     | Lonely walk                              | Piet Veerman                              | 6:17 |             |
| D4     | Time machine (hey, come on back in time) | Arnold Mühren en Piet Veerman             | 3:15 |             |
| D5     | Maribaja                                 | Arnold Mühren                             | 3:08 |             |
| D6     | Be my day                                | Larry Murray                              | 3:01 |             |
| D7     | If you'll be my woman                    | Cees Veerman                              | 2:46 |             |